# Kozí hřbety (Krkonoše)
Kozí hřbety (německy Ziegenrücken) je horský hřeben v České republice ležící v Krkonoších.

## Poloha
Kozí hřbety jsou asi 3 kilometry dlouhý hřeben vybíhající západním směrem z Luční hory. Ve východní části se ve výšce 1422 m n. m. nachází jeho nejvyšší bod – vyhlídka Krakonoš. Západní zakončení, které se nachází bezprostředně nad městem Špindlerův Mlýn, tvoří Železný vrch s nadmořskou výškou 1321 metrů. Ve střední části hřebene se nacházejí dva vrcholy, vyšší je Kozí hřbety – V vrchol (1387 m, souřadnice 50°44′2″ s. š., 15°39′15″ v. d.) a nižší Kozí hřbety (1318 m, souřadnice 50°44′5″ s. š., 15°38′31″ v. d.). Hřeben se nachází asi 5,5 kilometru západně od nejvyšší hory Krkonoš Sněžky. Jeho vrcholová partie je velmi úzká, severní i jižní svahy vykazují značné převýšení a prudkost. Pod severním svahem se nachází Důl Bílého Labe, pod jižním údolí Svatého Petra. Kozí hřbety se nacházejí na území Krkonošského národního parku.

## Vodstvo
Svahy Kozích hřbetů odvodňují souběžně tekoucí vodní toky. Na severu je to Bílé Labe, na jihu Svatopetrský (či též Dolský) potok. Pod západním zakončením protéká řeka Labe, do které se oba výše zmíněné toky zleva vlévají.

## Vegetace
V prostoru styku hřebenu Kozích hřbetů s Luční horou se nachází okraj rozsáhlé hole Bílá louka. Výše položené vrcholové partie jsou porostlé klečí, při hřebeni místy vyčnívají menší skály. Zvláště na jižních svazích se nacházejí celkem rozsáhlá kamenná moře. Směrem do Dolu Bílého Labe jsou i lavinové dráhy a místy zde najdeme i porosty papratky horské (Athyrium distentifolium). Nižší polohy pokrývají horské smrčiny, které jsou místy vykácené.

## Fotogalerie

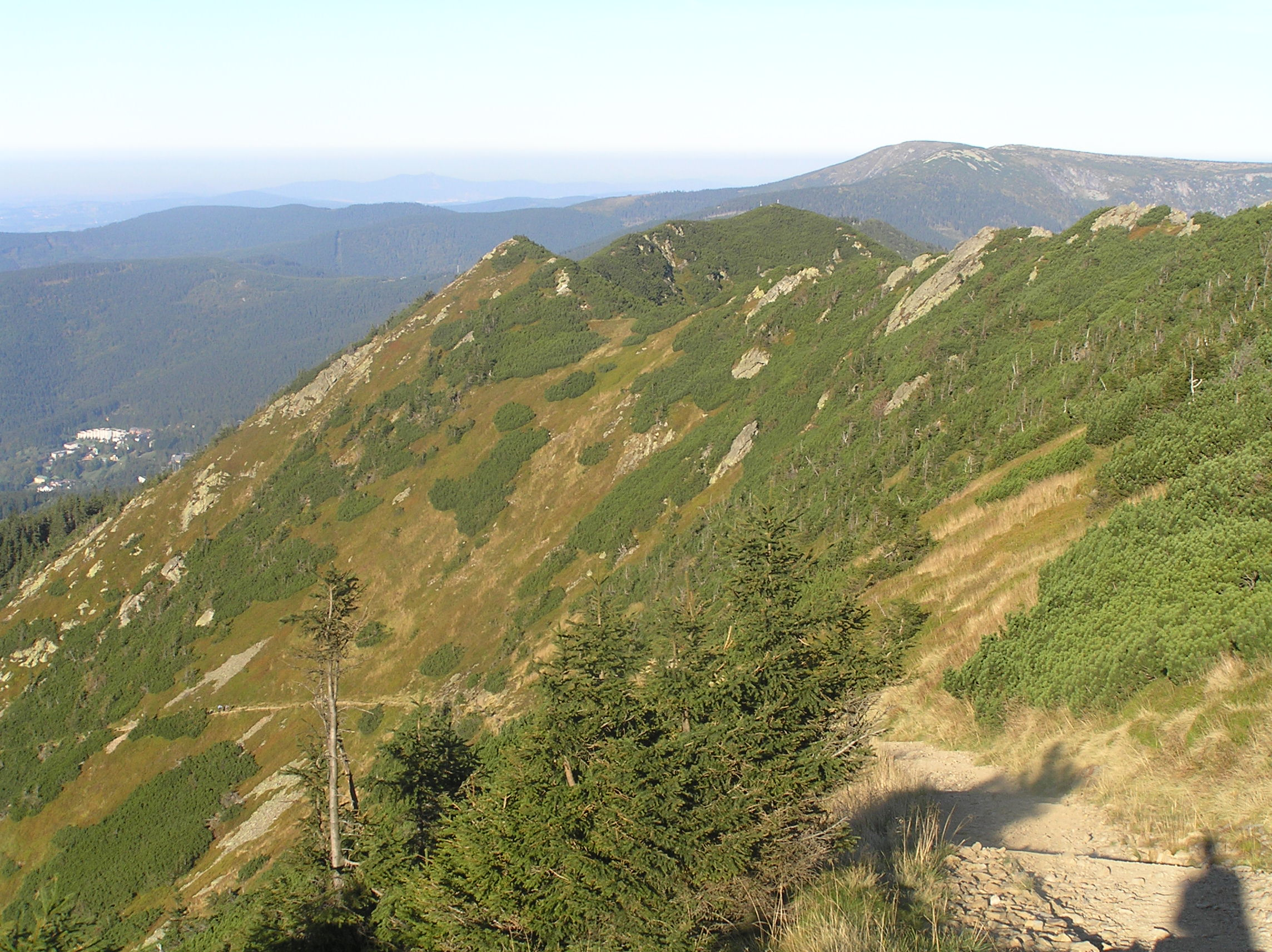
Svahy Kozích hřbetů směrem do Dlouhého dolu
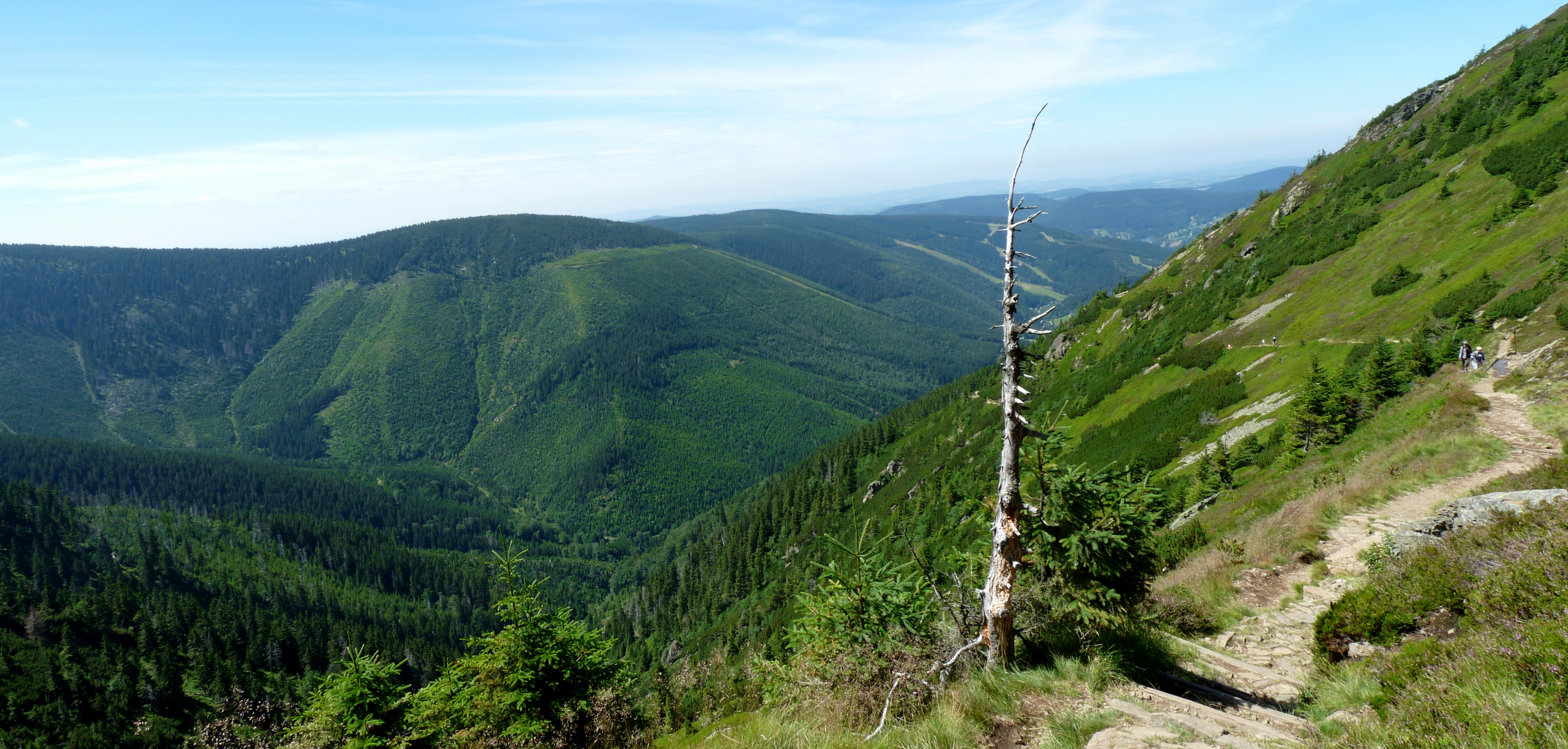
Panorama u Staré Bucharovy cesty
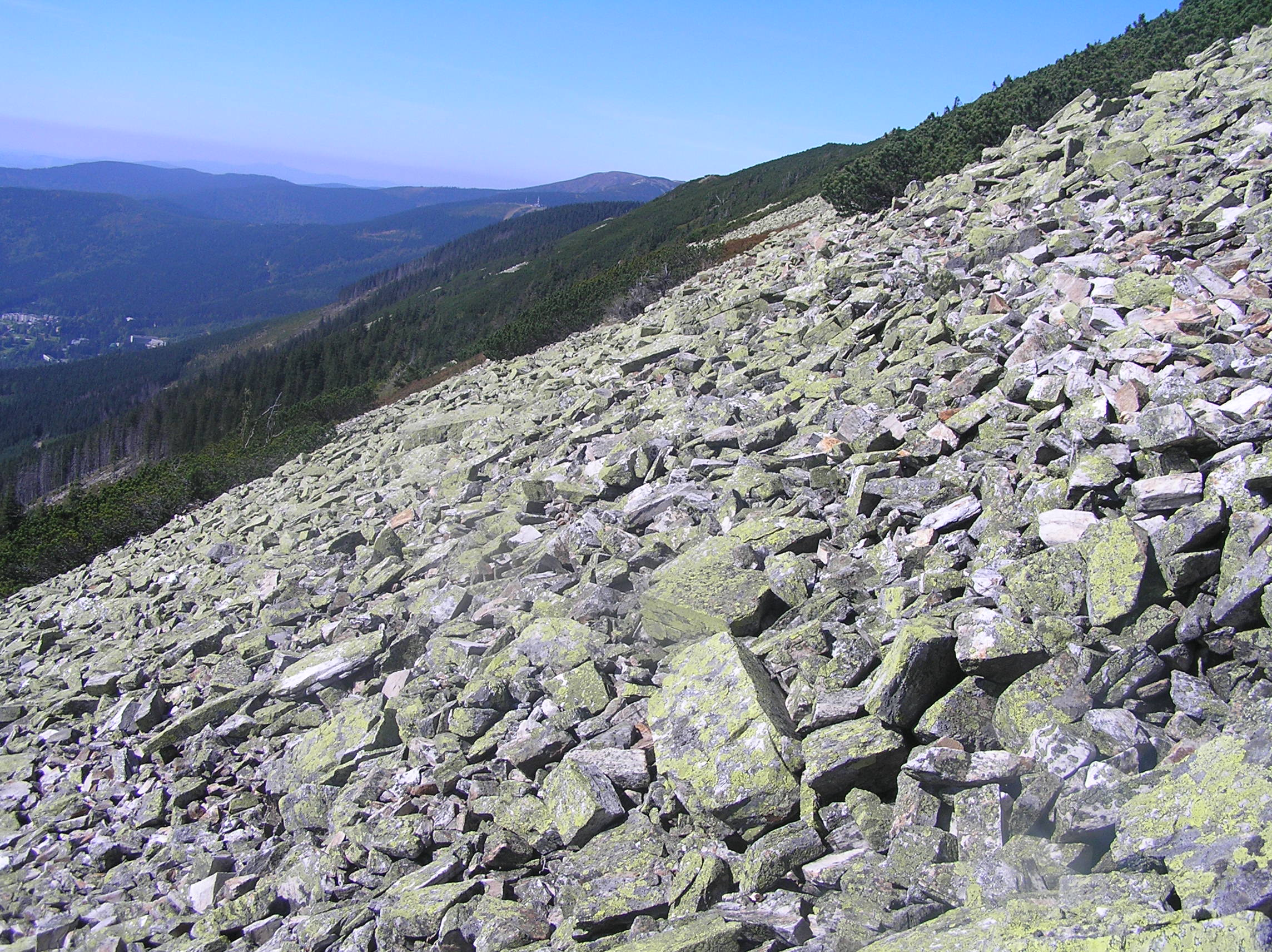
Mozaika kamenných moří a kleče
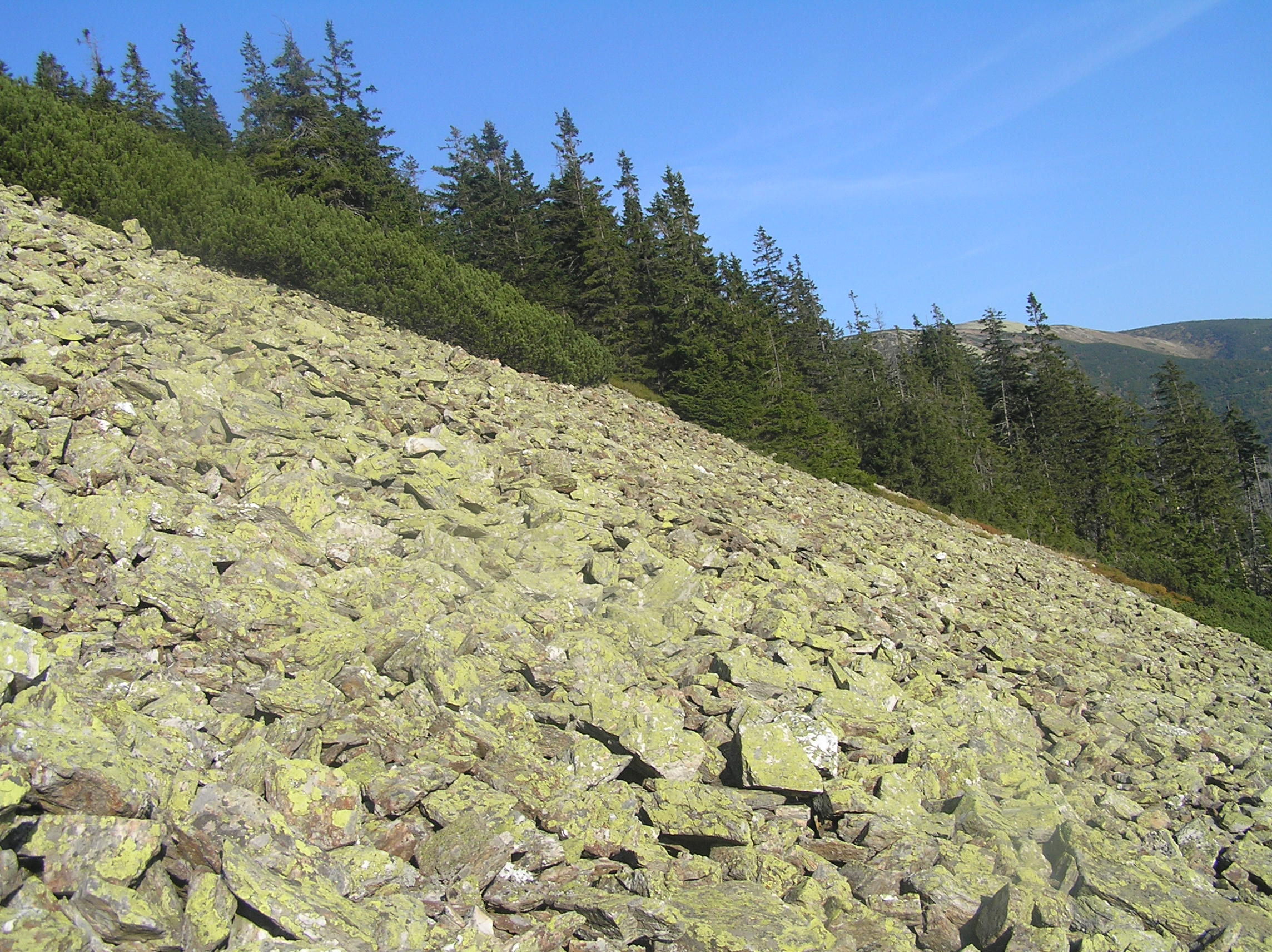
Mozaika kamenných moří a extrémních smrčin
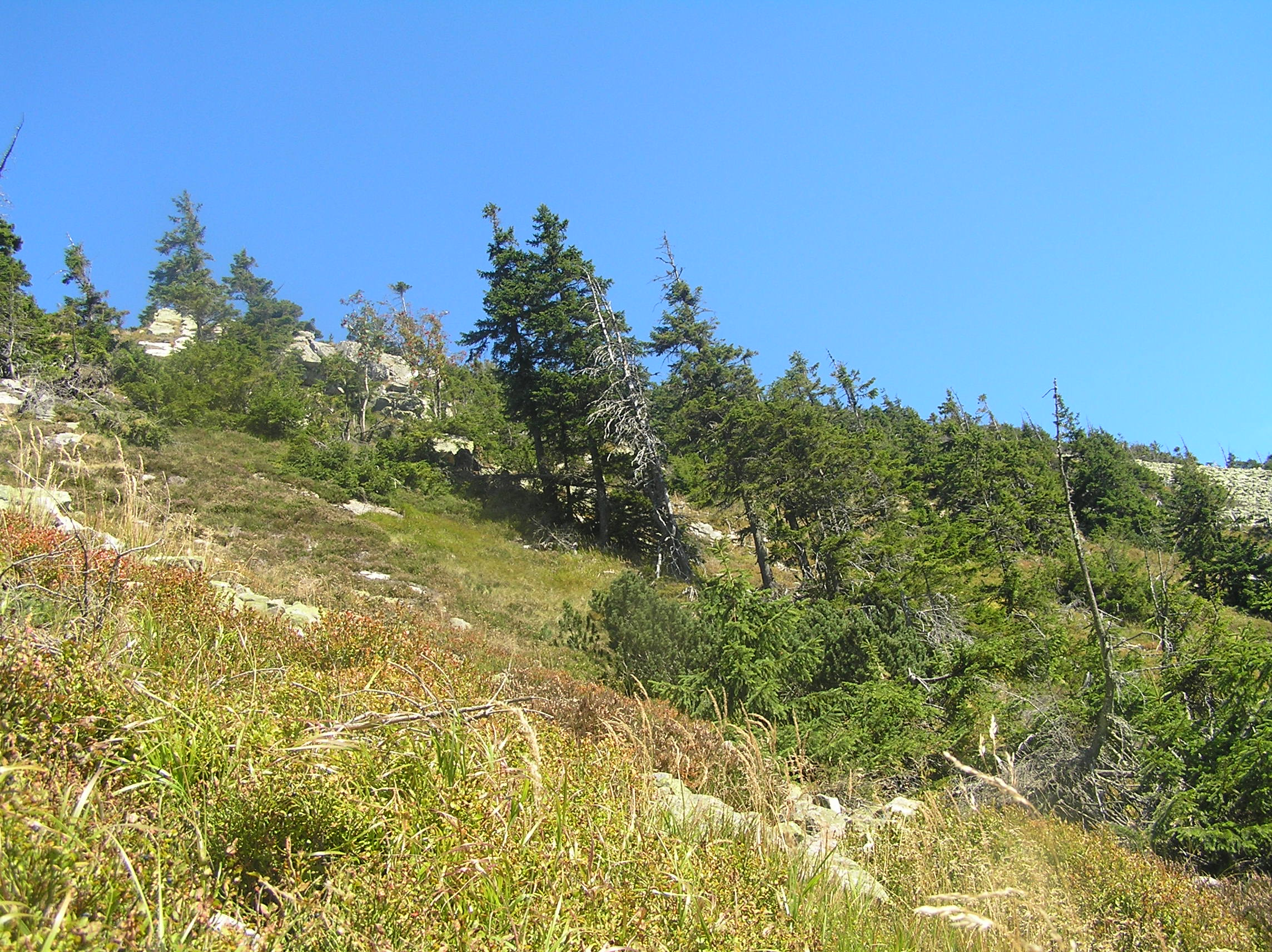
Les při horní hranici lesa na Kozích hřbetech
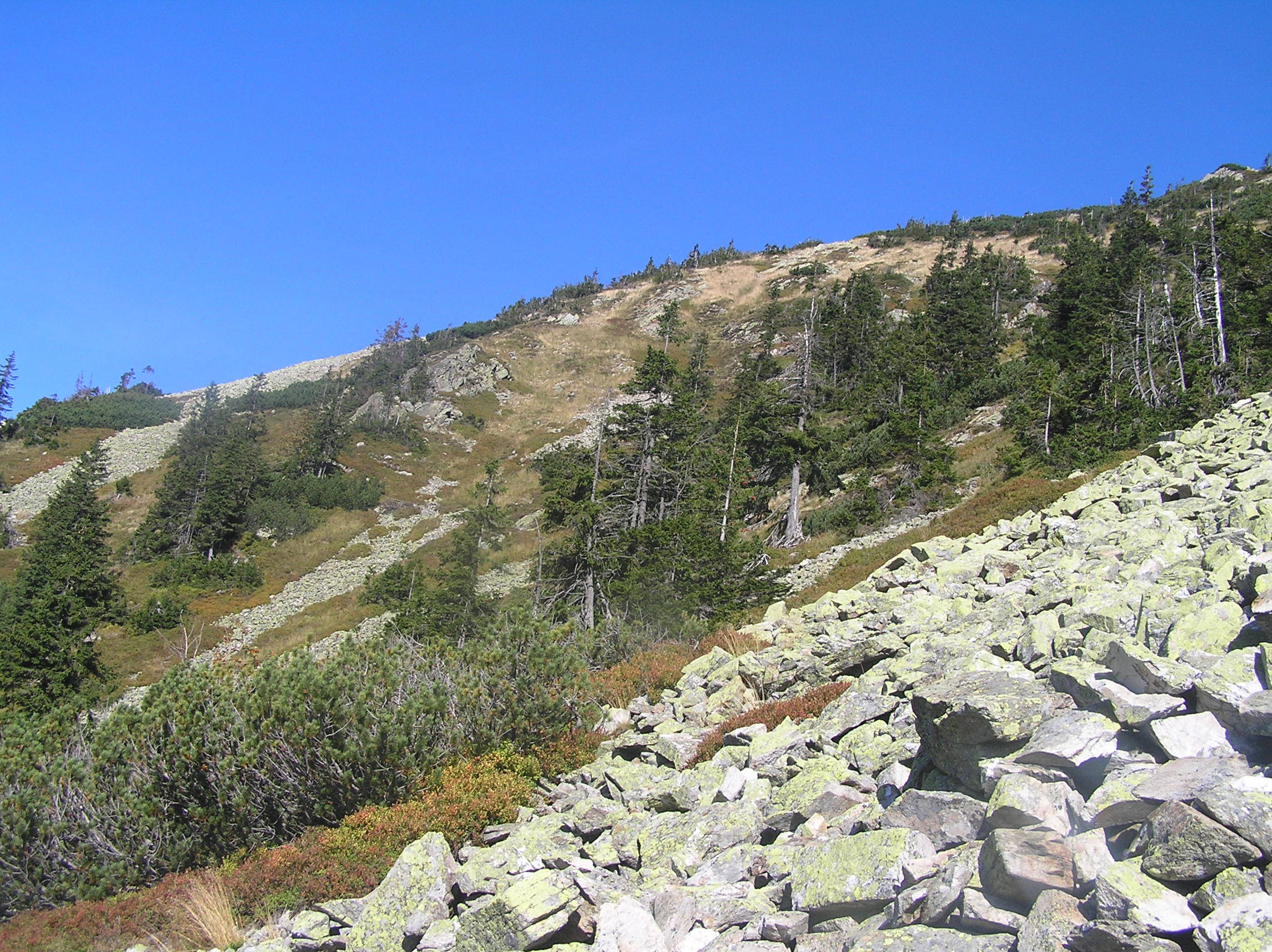
Kleč a kamenná moře
Panorama na hřebenu Kozích hřbetů

## Komunikace
Pěšina vedoucí přímo po hřebenu je uzavřena a v dnešní době už je prakticky neschůdná, zatažená klečí. Nedaleko vrcholu Krakonoše přechází hřeben červeně značená trasa 0402 ze Špindlerova Mlýna na Luční boudu, ze které vede na vrchol krátká odbočka. V nižších partiích se nacházejí neveřejné lesní cesty různých kvalit. Stavby se ve vrcholových partiích nenacházejí žádné.

## Přístup
Přístup na samotný hřeben je zakázán z důvodu bezpečnosti. Samotný nejvyšší bod měřící 1422 m n. m. je volně přístupný turistům. Nejlepší cesta na vrchol vede ze Špindlerova Mlýna a má přibližné převýšení 550 metrů na 3,5 km takže se jedná o poněkud náročný výšlap, ale se zaslouženým výhledem.